# درک وارویک
درک وارویک (به انگلیسی: Derek Warwick) (زادهٔ ۲۷ اوت ۱۹۵۴) رانندهٔ سابق مسابقات فرمول یک اهل بریتانیا است که در جرزی زندگی می‌کند. او سال‌های زیادی در مسابقات فرمول یک شرکت کرده و چهار بار بر روی سکو رفته‌است؛ اما هرگز به مقام قهرمانی گراند پری دست نیافته‌است. هچند که قهرمان مسابقه ۲۴ ساعته لمانز ۱۹۹۲ و مسابقات قهرمانی جهان خودروهای اسپورت ۱۹۹۲ شده‌است.
وارویک در سال‌های ۲۰۰۵ و ۲۰۰۶ در افتتاحیهٔ فصل فرمول استادهای گراند پری، که مسابقه‌ای برای رانندگان بازنشستهٔ فرمول یک است، مسابقه داده‌است. او در سال‌های ۲۰۱۰ و ۲۰۱۱ در سه گراند پری به‌عنوان چهارمین ناظر خدمت کرده‌است. وارویک به‌عنوان جانشین دیمون هیل، اکنون دارای سمت ریاست کلوپ رانندگان مسابقه بریتانیا است.